# Homotherus semiaoplus
Homotherus semiaoplus är en stekelart som beskrevs av Heinrich 1961. Homotherus semiaoplus ingår i släktet Homotherus och familjen brokparasitsteklar. Inga underarter finns listade i Catalogue of Life.